# Pascale Piera
Pascale Piera (ur. 23 lutego 1967 w Chatou) – francuska prawniczka i polityk, sędzia śledczy, posłanka do Parlamentu Europejskiego X kadencji.

## Życiorys
Z wykształcenia prawniczka, uzyskała dyplom DEA z prawa karnego i nauk kryminalnych na Université Paris-Panthéon-Assas. Wykonywała zawód sędziego śledczego. W 2020 została radną miejską w Senlis, zrezygnowała jednak z tej funkcji w 2023. W wyborach w 2024 z ramienia Zjednoczenia Narodowego uzyskała mandat deputowanej do Europarlamentu X kadencji.